# Fiona Lewis
Fiona Lewis (Westcliff-on-Sea, 28 settembre 1946) è un'attrice britannica.

## Biografia
Nata nella contea dell'Essex, nel corso della sua carriera, iniziata nel 1965, ha recitato in oltre 20 pellicole tra cui Tintorera (1977) e Salto nel buio (1987), e in altrettante serie televisive tra cui Simon Templar e Cuore e batticuore.
Nel 1967 ha posato come modella nel numero di febbraio di Playboy per il servizio/parodia dedicato al film James Bond 007 - Casino Royale, curato da Woody Allen. È sposata con il produttore cinematografico Art Linson.
In Italia è conosciuta principalmente per la sua interpretazione in Fumo di Londra (1966), nel quale è la bella lady Elizabeth, accanto ad Alberto Sordi.

## Filmografia

### Cinema
- Dis-moi qui tuer, regia di Étienne Périer (1965)
- Fumo di Londra, regia di Alberto Sordi (1966)
- Per favore, non mordermi sul collo! (The Fearless Vampire Killers), regia di Roman Polański (1967)
- Joanna, regia di Michael Sarne (1968)
- L'incredibile affare Kopcenko (Otley), regia di Dick Clement (1969)
- Dov'è Jack? (Where's Jack?), regia di James Clavell (1969)
- Una su 13, regia di Nicolas Gessner e Luciano Lucignani (1969)
- Il mascalzone (Villain), regia di Michael Tuchner (1971)
- Frustrazione (Dr. Phibes Rises Again), regia di Robert Fuest (1972)
- A Day at the Beach, regia di Simon Hesera (1972)
- I diavoli n. 2 (Blue Blood), regia di Andrew Sinclair  (1974)
- Lisztomania, regia di Ken Russell (1975)
- Drum, l'ultimo mandingo (Drum), regia di Steve Carver (1976)
- Tintorera (¡Tintorera!), regia di René Cardona Jr. (1977)
- Stunts, il pericolo è il mio mestiere (Stunts), regia di Mark L. Lester (1977)
- Fury (The Fury), regia di Brian De Palma (1978)
- Wanda Nevada, regia di Peter Fonda (1979)
- Strange Behavior, regia di Michael Laughlin (1982)
- Strange Invaders, regia di Michael Laughlin (1983)
- Salto nel buio (Innerspace), regia di Joe Dante (1987)

### Televisione

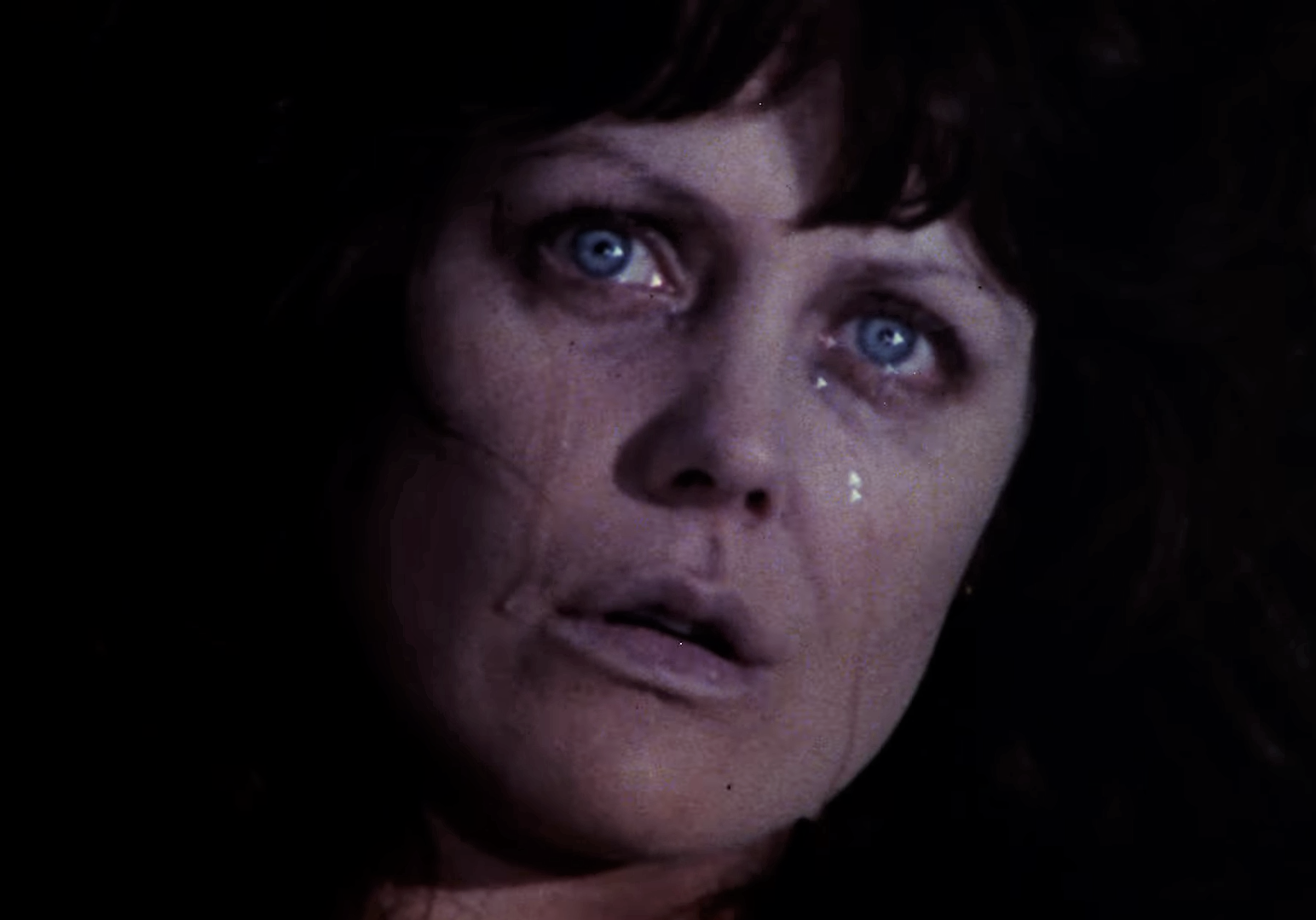
Lewis ne Il demone nero (1974)

- Il Santo (The Saint) – serie TV, episodio 5x13 (1966)
- ITV Play of the Week – serie TV, un episodio (1967)
- The White Rabbit – serie TV, un episodio (1967)
- ITV Playhouse – serie TV, un episodio (1967)
- Dipartimento S (Department S) – serie TV, un episodio (1970)
- The Adventurer – serie TV, un episodio (1972)
- Les fossés de Vincennes  Film TV (1972)
- Jason King – serie TV, un episodio (1972)
- Dear Mother... ...Love Albert – serie TV, 2 episodi (1970-1972)
- Madigan – serie TV, un episodio (1972)
- Doppia sentenza (Softly Softly: Task Force) – serie TV, un episodio (1972)
- Il demone nero (Dracula), regia di Dan Curtis - Film TV (1974) - In Italia uscito al cinema
- Furto contro furto (McCoy: Double Take), regia di Richard Quine - Film TV (1975) - In Italia uscito al cinema
- Cuore e batticuore (Hart to Hart) – serie TV, episodio 2x06 (1981)
- Alfred Hitchcock presenta (Alfred Hitchcock Presents) – serie TV, un episodio (1986)
- The Wotwots – serie TV, 53 episodi (2010-2012)

## Doppiatrici italiane
- Paila Pavese in Per favore, non mordermi sul collo!, Fury
- Germana Dominici in I diavoli n. 2
- Maria Pia Di Meo in Salto nel buio